# 뇌정산
뇌정산(雷霆山)은 대한민국 경상북도 문경시에 있는 산이다.

## 유래
이름 탓인지 벼락이 잘 치고 물 난리도 많이 나서 인근 마을에서는 `뇌정산'이라고 부르는 것을 금기시하고 있다. 현재는 안에서 스스로 다스린다는 뜻을 지닌 내정산이라 부르고 있다.

## 같이 보기
- 한국의 산